# Roger Ballu
Roger Ballu (París, 1852-Gournay-sur-Marne, 1908) fue un crítico de arte francés.

## Biografía
Nacido el 27 de marzo de 1852 en París, fue inspector de Bellas Artes y miembro de varias comisiones y comités dependientes de la Dirección de Bellas Artes. Fue nombrado comisario principal de la Exposición Universal de Chicago. Fue condecorado con la Legión de Honor el 3 de marzo de 1887.  Cultivó la crítica artística y fue autor de diversas obras de crítica de arte y estudios sobre la vida y las obras de pintores contemporáneos, entre las que se encontraron Les Dessins du siècle (1884), La peinture au Salon de 1880: les peintrés émus, les peintres habiles (1880), Une vie d'artiste, étude de moeurs contemporaines (1885), Salon illustré de 1889 (1889) y L'oeuvre de Barye (1890, con prólogo de E. Guillaume). Falleció el 27 de mayo de 1908 en Gournay.